# Fuirena simplex
Fuirena simplex är en halvgräsart som beskrevs av Vahl. Fuirena simplex ingår i släktet Fuirena och familjen halvgräs.

## Underarter
Arten delas in i följande underarter:
- F. s. aristulata
- F. s. simplex